# Francesco Grimaldi
Francesco Grimaldi (Oppido Lucano, 1543 – Napoli, 1º agosto 1613) è stato un architetto e religioso italiano.

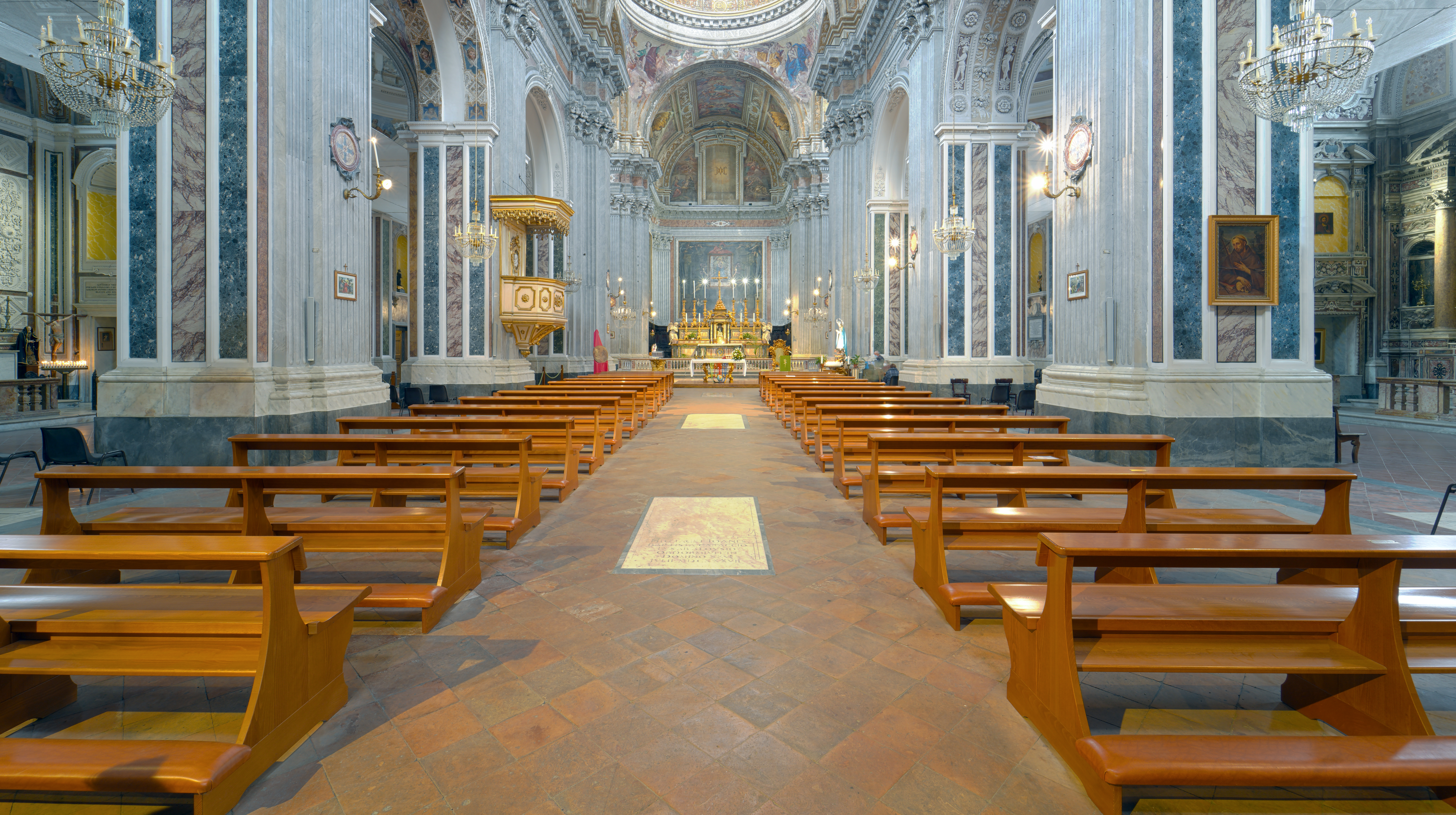
Basilica di Santa Maria degli Angeli a Pizzofalcone

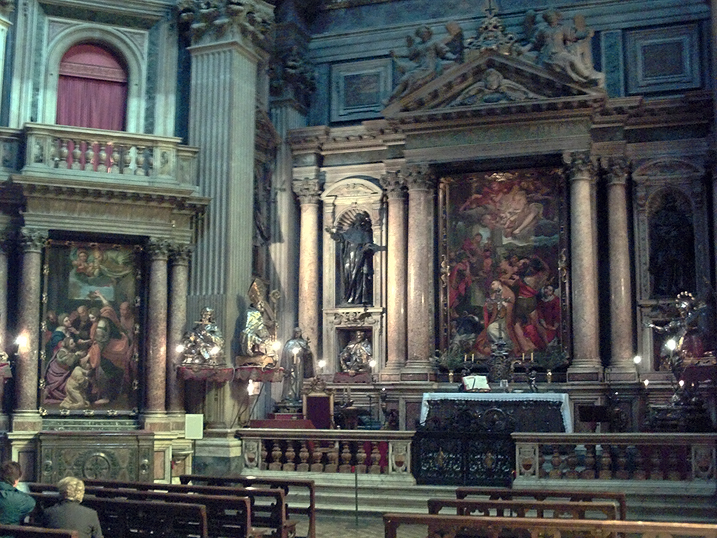
Scorcio dell'interno della Cappella del Tesoro di San Gennaro

Fu particolarmente attivo a Napoli, dove, nei primi anni del XVII secolo, contribuì allo sviluppo e alla diffusione dell'architettura barocca.
Tuttavia le sue opere furono influenzate dai modelli cinquecenteschi, aggiornati ai canoni del barocco mediante una sfarzosa decorazione.

## Biografia
Nel 1574 entrò nell'Ordine dei Chierici Regolari Teatini col nome di Francesco Negro e tra il 1585 e il 1598 fu attivo a Roma per la costruzione della basilica di Sant'Andrea della Valle. Questo intervallo di tempo fu particolarmente importante per la sua formazione professionale, poiché ebbe modo di acquisire le lezioni di grandi architetti del XVI secolo come il Bramante e Michelangelo. A Roma ebbe modo di vedere anche il cantiere della basilica di San Pietro in Vaticano; la fabbrica papale diede un ulteriore influsso alla sua formazione, che lo portò a concentrarsi essenzialmente sullo studio delle articolazioni planimetriche e spaziali, ricerche che aprirono la strada al barocco napoletano del XVII secolo. Le sue continue ricerche in proposito, lo indurranno a sviluppare diversi progetti, traendo base dalla fabbrica di San Pietro, con piante centrali a cinque cupole e piante a croce greca con le sue varianti.

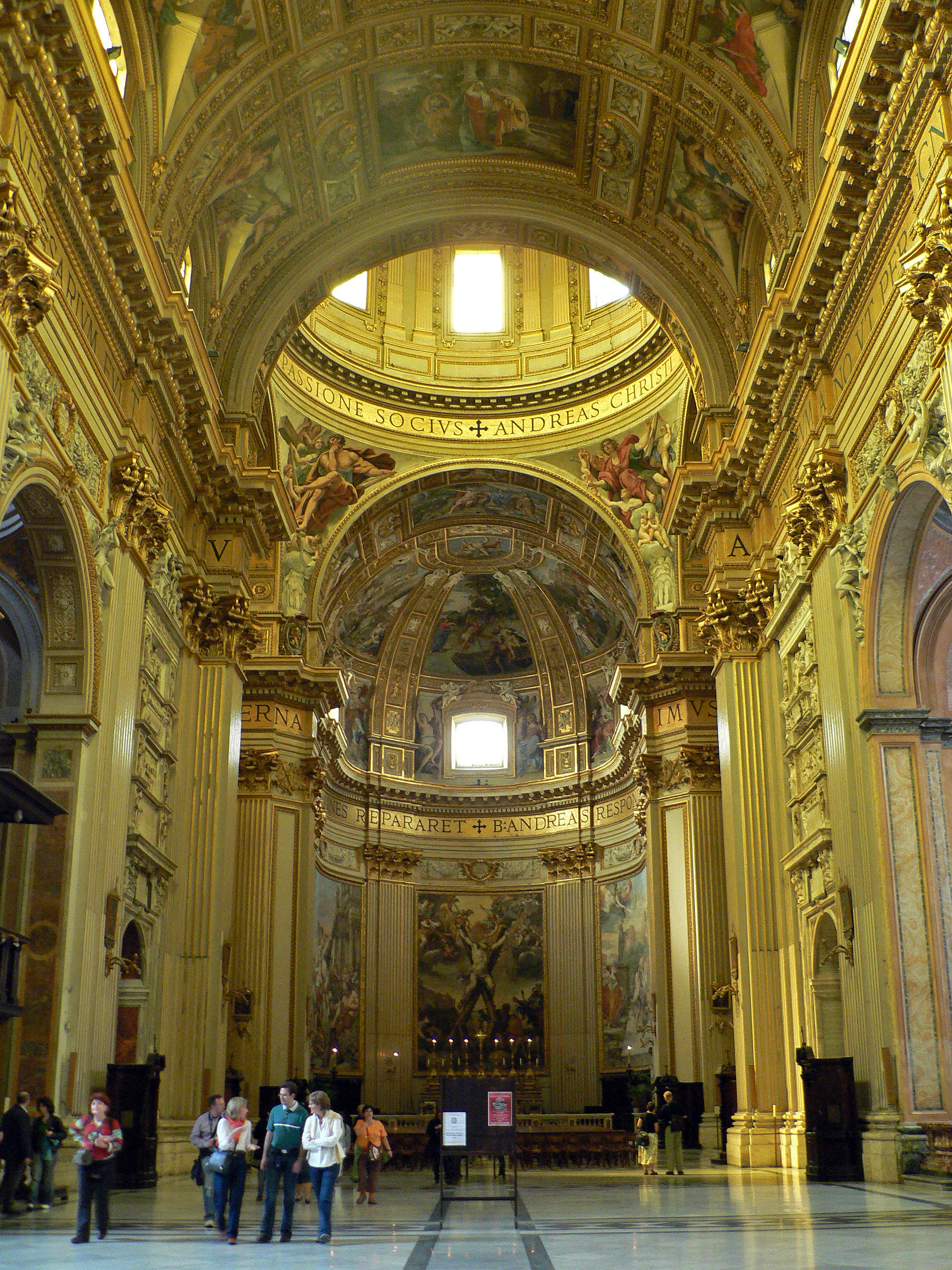
L'interno di Sant'Andrea della Valle

Nel 1589 fu approvato il suo progetto per la basilica di Sant'Andrea della Valle, ma con alcune modifiche apportate da parte di Giacomo della Porta, che conferirono alla chiesa l'odierno assetto planimetrico. I lavori però vennero bloccati per più di un decennio. Nel frattempo a Napoli si stava edificando la basilica di San Paolo Maggiore, per la quale Grimaldi presentò un proprio disegno e dove fu attivo nei primi anni ottanta del XVI secolo, cioè prima del soggiorno romano.
Altre opere realizzate contemporaneamente al suo soggiorno romano sono anche la casa dei Teatini di Napoli in largo Santi Apostoli (1590) e il progetto della chiesa di Sant'Irene a Lecce (1591).
Nel primo decennio del XVII secolo, la sua attività fu particolarmente intensa. Edificò alcuni dei capolavori dell'architettura napoletana dell'epoca, come il complesso della Santissima Trinità delle Monache, il cui disegno risale al 1607, e la chiesa di Santa Maria della Sapienza.
Al 1607 è datato il concorso per la reale cappella del Tesoro di san Gennaro, indetto dalla Deputazione della Real Cappella del Tesoro; al concorso parteciparono alcuni dei più rilevanti architetti e ingegneri del panorama napoletano come Ceccardo Bernucci, Giovan Battista Cavagna (nel 1607 era operativo presso il Santuario della Santa Casa a Loreto), Giulio Cesare Fontana, Giovanni Cola di Franco, Michelangelo Naccherino, Dionisio Nencioni di Bartolomeo e Giovan Giacomo Di Conforto. I progetti furono giudicati da una commissione a Roma e tra essi furono preferiti quelli di padre Grimaldi e Giovanni Cola di Franco.
Alla costruzione della Cappella del Tesoro il Bernucci ebbe l'incarico di demolire il preesistente e scavare le fondamenta; la prima pietra dell'edificio fu incisa dal Naccherino e la direzione del cantiere fu affidata al Cola di Franco e successivamente Cristoforo Monterosso si occupo della direzione della parte artistica.
Il progetto del Grimaldi è una variazione dell'impianto centrale proposto già per San Pietro a Roma; tuttavia, nella cappella napoletana l'invaso centrale è costituito da un ottagono.
L'opera fu terminata molti anni più tardi e fu inaugurata il 16 dicembre del 1646.
Nel 1608 si registra la ripresa dei lavori a Sant'Andrea della Valle sotto la direzione di Carlo Maderno, che terminò il resto delle strutture murarie malgrado l'opposizione di Grimaldi, che desiderava mantenere il progetto iniziale caratterizzato da cinque cupole; le proteste dell'architetto furono però respinte poiché i lavori erano in fase ormai avanzata.
Dal 1611 fu edificata, su suo progetto, la chiesa dei Santi Apostoli, completata a più mani negli anni successivi, mentre uno dei suoi ultimi lavori fu la basilica di Santa Maria degli Angeli a Pizzofalcone dove si legge una chiara ricerca planimetrica impostata sulla pianta longitudinale (all'Archivio di Stato di Napoli è conservato il progetto autografato dell'edificio). Fu autore anche del progetto iniziale del Complesso di San Francesco di Paola.
Morì il 1º agosto del 1613, all'età di settant'anni, nella casa dei teatini a largo Santi Apostoli.